# Димитър Коклин
Димитър Коклин (Дмитрий Коклин, Dimitar Koklin) е именит български художник-гримьор.

## Биография
Роден е на 3 септември 1938 г. в София в семейството на Александър Коклин – белоемигрант и княз, заселил се в България по време на Гражданската война в Русия (1917 – 1922). Родът му е с благородно потекло.
Димитър Коклин завършва Техникума за художествени занаяти в София. В Студията за игрални филми се записва на курс за гримьори. След приключването на обучението печели конкурс и остава да работи като помощник-гримьор.
Първата му самостоятелна работа е във филма „Веригата“ на Любомир Шарланджиев. Коклин успява да реализира своята концепция за облика на героя – избягал затворник, и тя се приема радушно от режисьора. Работи и в Театъра на Българската армия. Повече от десетилетие Димитър Коклин работи с актьорите в „Каналето“, „Хъшове“ и „Шоуто на Слави“.
Гримира актьорите в Първи летен празник на шоуто и имитацията „Иван Балсамаджиев“ в Априлци през юни 2011 година. 
„При създаването на образ е много важна връзката между актьор и гримьор“, смята Коклин. „При актьори като Стефан Рядков – с „универсални лица“, няма нещо, което гримьорът да не може да направи.“
Сред светилата в професията Димитър Коклин откроява Кристофър Тъкър от „Бразилия“ на Тери Гилиъм и Дик Смит, взел „Оскар“ за стария Салиери в „Амадеус“. Определя работата си като сплав от педантизъм и фантазия.
Вече утвърденият майстор на грима Димитър Коклин предава тайните на занаята на свои ученици.
Заклет привърженик на футболния клуб „Левски“.

## Филмография
- „А бяхме млади“ (1961)
- „Веригата“ (1964)
- „Ивайло“ (1964)
- „Неспокоен дом“ (1965)
- „Един снимачен ден“ (тв, 1968)
- „Шибил“ (1968)
- „Танго“ (1969)
- „Цар Иван Шишман“ (1969)
- „Петимата от „Моби Дик““ (1970)
- „Няма нищо по-хубаво от лошото време“ (1971)
- „Необходимият грешник“ (1971)
- „Трета след слънцето“ (1972)
- „Зарево над Драва“ (1974)
- „Ламята“ (1974)
- „Допълнение към закона за защита на държавата“ (1976)
- „Година от понеделници“ (1977)
- „Трампа“ (1978)
- „Тримата от морето“ (1979)
- „Къщата“ (1979)
- „Трите смъртни гряха“ (1980)
- „Боянският майстор“ (1980)
- „Адаптация“ (1981)
- „Последни желания“ (1983)
- „Дело 205/1913 П. К. Яворов“ (1984)
- „Денят не си личи по заранта“ ТВ сериал (1985)
- „Амиго Ернесто“ (1986)
- „Съдията“ (1986)
- „Мечтатели“ (1987)
- „Понеделник сутрин“ (1988)
- „АкаТаМус“ (1988)
- „Без драскотина“ (1989)
- „Маргарит и Маргарита“ (1989)
- „Разводи, разводи“ (1989)
- „Онова нещо“ (1991)
- „Василики“ (1997)
- „Шоуто на Слави“ (2000 – 2014)
- „Лист обрулен“ (2002)
- „Лейди Зи“ (2005)
- „Маймуни през зимата“ (2006)
- „Prima Primavera“ (2008)
- „Козелът“ (2009)
- „Стъпки в пясъка“ (2010)
- „Пъзел“ (2012)
- „В името на Цар Борис ІІІ“ (2013)[4]

## Награди и отличия
- Удостоен със „Златен чук“ (2000)
- Член на журито на „Петия международен фестивал на прическата и красотата“ през 2002 г.